# Les Réfugiés
Pour le roman Star Wars de Sean Williams et Shane Dix, voir Les Réfugiés (roman).
Les Réfugiés est un épisode de la série télévisée Stargate SG-1. C'est le dix-septième épisode de la saison 1.

## Scénario
SG-1 arrive sur une planète avec des volcans actifs à l'horizon et de la cendre volcanique sur leur lieu d'arrivée. Jack O'Neill demande à Jackson de recomposer l'adresse de la Terre pour repartir de suite, mais ce dernier aperçoit un homme au sol et constate qu'il vit. Les membres de SG-1 repèrent alors plusieurs autres personnes encore en vie. L'un d'eux saisit la main de Carter et lui dit de repartir en les laissant.
Après avoir fait appel à une équipe, ils ramènent sur Terre les quelques survivants qu'ils ont trouvé. D'après le docteur Fraiser, ils sont humains et ne sont plus en danger. L'un d'eux, Omoc, revient à lui et demande à voir le général Hammond et SG-1. Contre toute attente, Omoc est mécontent de leur sauvetage, ils attendaient une équipe de secours. Puis il se met à critiquer leur technologie « primitive », exige qu'on leur rende ce qui leur appartient ainsi que de repartir au plus vite, puis il refuse tout dialogue.
Pendant que Carter prépare une sonde volante autonome pour survoler Tollan, Jackson vient la voir et lui dit que l'un des rescapés veut lui parler. Il s'appelle Narim et Hammond l'a autorisé à aller voir la surface accompagné de Carter. Ces derniers ont une discussion à propos de divers sujets comme leur planète ainsi que de l'attitude inamicale d'Omoc.
Le SGC lance la sonde vers Tollan, les conditions sont désormais invivables et la porte sera submergée par la lave dans 2 jours. Omoc révèle alors que lui et son équipe étaient restés afin de sceller la porte et qu'ils doivent rentrer dans un vaisseau spatial. O'Neill dit alors qu'il faudrait contacter l'un des peuples qu'ils ont rencontré afin de passer la main.
Pendant que les Tollans s'installent dans une salle que le SGC est en train d'aménager, Carter vient et offre un chat à Narim. La conversation amène Narim à parler des différents concepts de la physique quantique en laissant entendre qu'ils sont faux ; ils sont interrompus par Omoc. Alors qu'O'Neill annonce que Tuplo est prêt à les aider, l'alerte est donnée, les Tollans se sont échappés. Ils les retrouvent à l'extérieur de la base, Omoc déclare alors qu'ils observaient les étoiles. O'Neill leur dit de rentrer immédiatement à la base.
De retour à la base, Tuplo propose alors à Omoc d'accueillir les Tollan mais il refuse déclarant qu'ils sont encore plus primitifs que les Terriens.
Carter arrive ensuite à faire parler Narim plus longuement : les Tollans sont entrés en contact avec un autre peuple lors de leurs premiers voyages interstellaires qui possédait approximativement le même niveau technologique que les Terriens. Ils leur ont offert de quoi produire une quantité d'énergie illimitée mais ils s'en sont servis pour se faire la guerre et détruire leur planète ce qui déplaça l'orbite de la planète Tollan de 3° et entraina une série de cataclysmes. C'est pour cette raison qu'Omoc a une attitude aussi fermée.
La vidéo de leur évasion est enfin récupérée, ils ont réussi à traverser les murs. C'est alors que le Colonel Maybourne de l'Intelligence Service arrive dans la salle de commande, il veut transférer les Tollans sous son autorité. Mais Hammond l'en empêche, déclarant qu'ils n'ont pas fini leur période de quarantaine (bien que ce soit faux).
Après une longue explication avec le Pentagone, Hammond confirme que Maybourne a les pleins pouvoirs ; il ordonne que les Tollans partent dès le lendemain. O'Neill imagine alors un plan afin que les Tollans s'échappent. Daniel va voir les Tollans leur disant que les Nox pourraient les accueillir mais qu'ils ont enterré leur porte. Omoc décide alors de les contacter, il sort accompagné de Jackson via le même procédé que lors de leur évasion précédente et il envoie un signal dans l'espace.
Narim vient voir Carter avant de partir et, après lui avoir donné un cadeau, ils s'embrassent.
Maybourne discute du transfert avec Hammond quand les Tollans s'échappent de nouveau. La porte s'active de l'extérieur. Jackson et Teal'c sont devant la porte avec les Tollans et la Nox Lya apparait. Alors que les Tollans franchissent la porte, Maybourne ordonne aux gardes de tirer mais leurs armes disparaissent. Maybourne jette un regard noir vers Hammond et O'Neill mais ne dit rien et s'en va.

## Distribution
- Richard Dean Anderson : Jack O'Neill
- Amanda Tapping : Samantha Carter
- Christopher Judge : Teal'c
- Michael Shanks : Daniel Jackson
- Don S. Davis : George Hammond
- Tom McBeath : Harry Maybourne
- Gary Jones : Walter Davis
- Tobin Bell : Omoc
- Garwin Sanford : Narim
- Gerard Plunkett : Haut-conseiller Tuplo